# Merjet

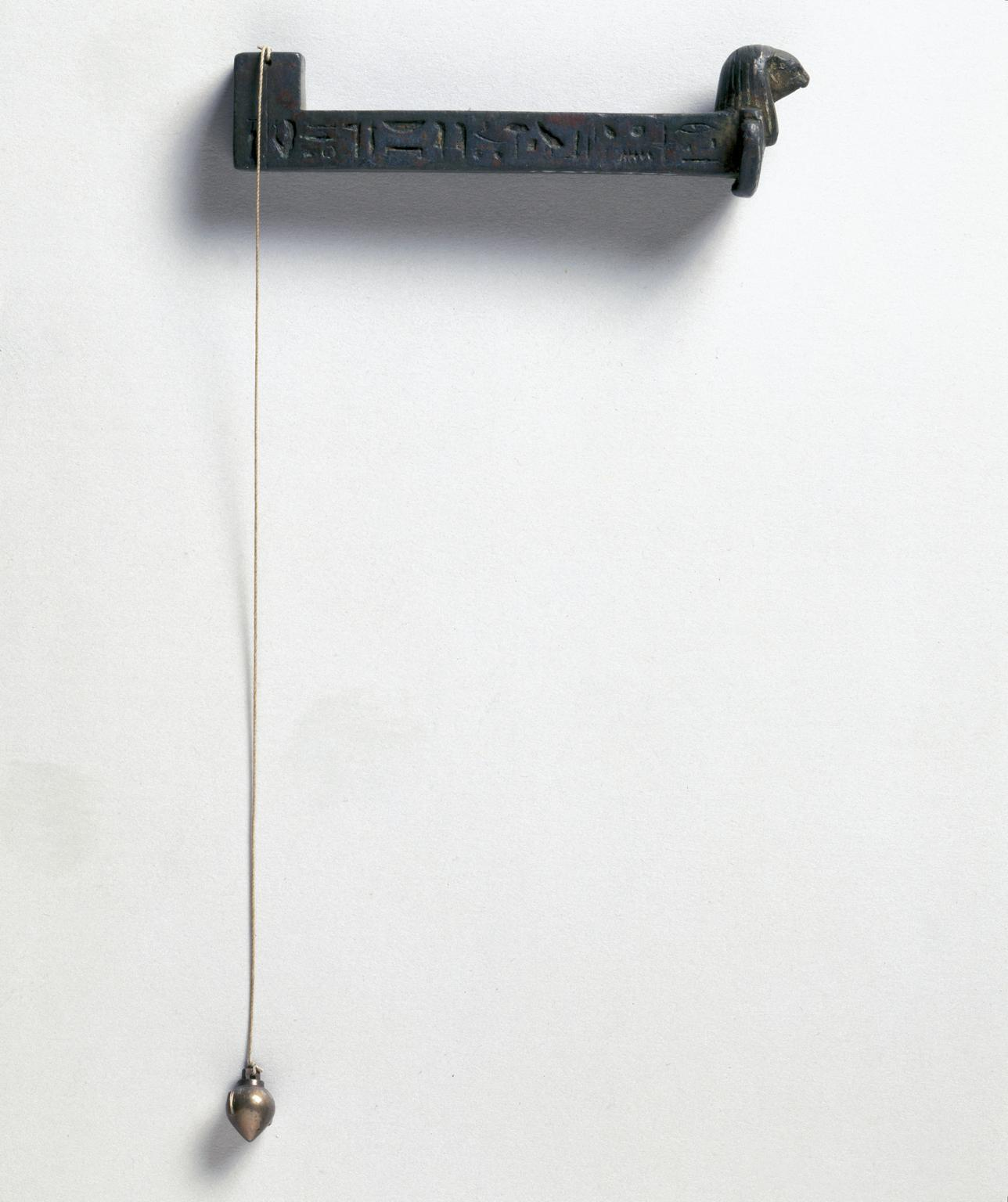
Merjet c. 600 a. C. (Museo de Ciencias de Londres).

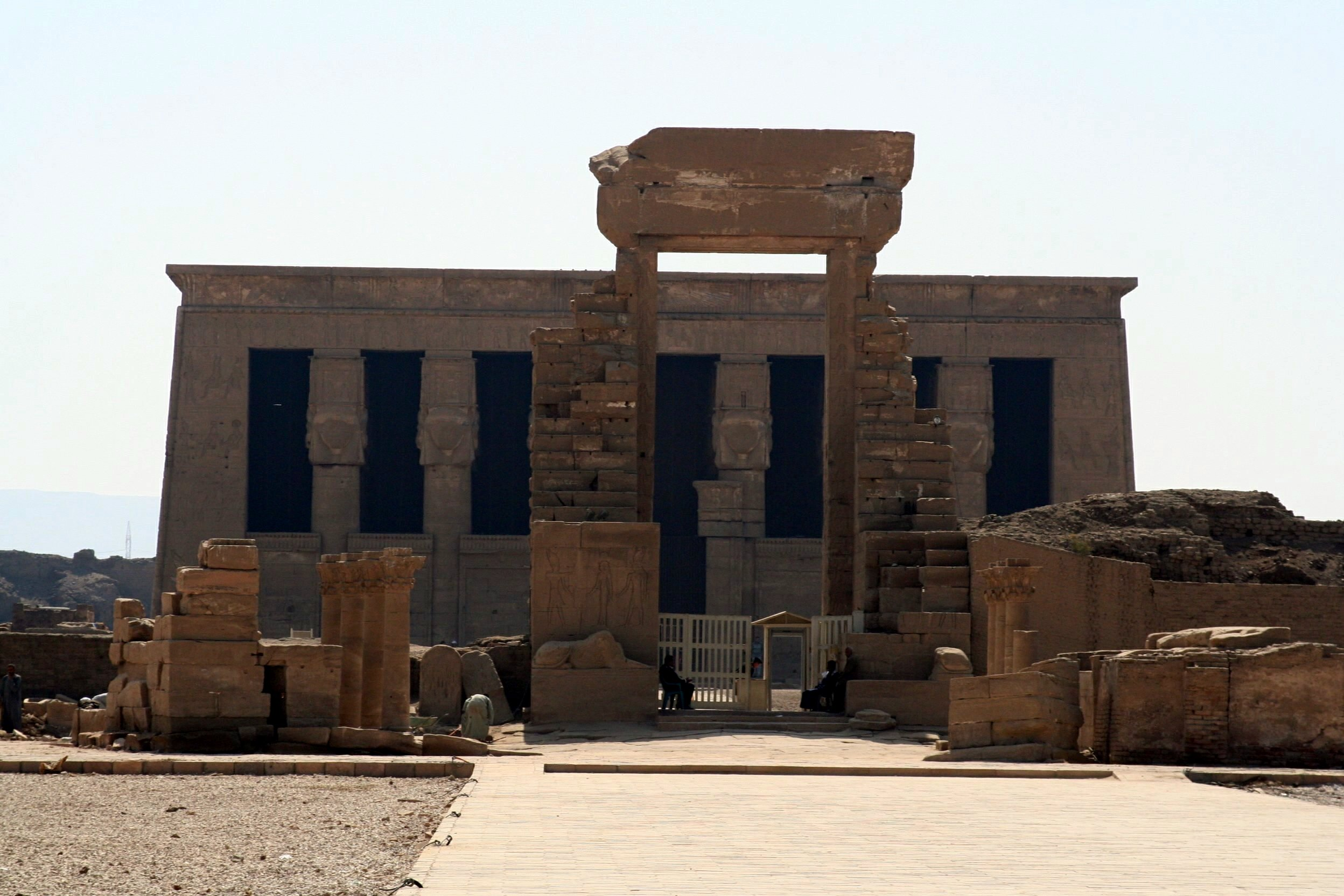
Templo de Hathor en Dendera, en cuyas paredes se describe el uso del merjet.

El merjet (instrumento del saber), o merkhet, (transliteración de mrḫt) era un reloj estelar utilizado para medir las horas nocturnas (una especie de astrolabio) por los egipcios. Se trata de una plomada con un mango de madera, y servía para realizar un seguimiento de la alineación de las estrellas con el fin de conocer la hora nocturna, siempre que las estrellas pudieran verse. Era más eficaz que otros dispositivos contemporáneos, como relojes de sol, que se inutilizan en la oscuridad.

## Diseño
El diseño exacto del merjet consta de una barra horizontal, generalmente tallada en madera o hueso, con una plomada colgando desde un orificio transversal colocado al final de la barra, con un control de mango de madera. Como se deduce de los textos y grabados sobre las paredes interiores de los templos de Dendera y Edfu, el merjet se utiliza normalmente en unión de una herramienta de observación que los egipcios llamaban bay, que a su vez estaba hecha con una hoja de palmera cortada en forma de V. Ambos instrumentos podían usarse también para localizar el norte.
Eran necesarios dos merjets alineados en dirección norte-sur con la ayuda de Polaris, la estrella polar. Si estaban bien colocados y con la ayuda del bay, se podía estimar con bastante precisión la hora según el movimiento de ciertas estrellas, observando cuándo cruzaban el meridiano y se alineaban con los dos merjets.
También era utilizado como herramienta topográfica en nivelaciones para mantener una línea recta.

## Merjets conservados
Pocos se han encontrado y preservado, entre ellos uno expuesto en el Museo de la Ciencia de Londres, catalogado con el número 1929-585. Éste data del año 600 a. C. y, de acuerdo con una inscripción, pertenecía a Bes, el hijo de Khonsirdis, un sacerdote del templo de Horus cercano a Edfu en el Alto Egipto.